# Südardeywände
Die Südardeywände sind eine naturräumliche Einheit mit der Ordnungsnummer 3371.51 und umfassen den Südteil des Ardeygebirges mit den bewaldeten, bis zu 40° steil zur Ruhr abfallenden Hängen von Dortmund-Hohensyburg über Teile der Stadtgebiete von Herdecke und Wetter (Ruhr)  bis zu dem Gederbachtal an der Grenze zu Witten.
Zu dem Naturraum gehören ebenfalls die Erhebungen Syberg, Auf dem Heil und Harkortberg. Nördlich schließt sich die Ardeyhöhe an (3371.50). Die Ruhraue am Fuß der Südardeywände mit den Ruhrstauseen Hengsteysee und Harkortsee und den Ortskernen von Herdecke und Wetter (Ruhr) ist nicht Teil der Südardeywände, sondern gehört bereits zu dem Naturraum Hagener Ruhrtal (3372.10) im Hagener Tälerkessel (3372.1) im Süden bzw. zur Ardeypforte (3371.4) im Osten des Ardey. Die sonnenseitig exponierten, sichelförmigen Prallhänge der Ruhr ragen 150 bis 170 m hoch über den Mäandern des Flusses auf und bestehen aus oberkarbonischen Schiefern mit trockenen und armen Böden. Konglomerat- und Sandsteinbänke bilden besonders schroffe Hangpartien mit einzelnen Felsklippen.
Die Geländestruktur verhindert eine großflächige Besiedelung des Naturraums. Wie die Sigiburg zeigt, wurde die strategische Bedeutung der Höhen bereits in der altsächsischen Zeit erkannt und genutzt. Der große Höhenunterschied zwischen der Ruhraue und der Ardeywand ermöglichte den Bau des Pumpspeicherkraftwerks Koepchenwerk am Hang.